# Pioniers van Morgen
Pioniers van Morgen is een Palestijns kinderprogramma dat wordt uitgezonden op Al-Aqsa TV, een televisiezender van Hamas. Het programma werd vijf afleveringen gepresenteerd door Farfour, een soort geïmiteerde Mickey Mouse. De acteur in het kostuum is onbekend gebleven. De eerste 5 afleveringen liepen van 16 april 2007 tot 29 juni 2007. Begin juli nam het zogenaamde neefje van Farfour, Nahoul genaamd, de show over.

## Het programma
De show handelt over islamitische tradities en levensgewoonten. Sommige daarvan kunnen onschuldig zijn als het verklaren van de dagelijkse gebeden, maar veelal bevat het programma extremistische elementen die de haat jegens Israël en joden aanwakkeren. Ook schuwt het niet de Verenigde Staten van Amerika in een kwaad daglicht te zetten. Kinderen kunnen bellen naar de show waar Farfour hen vraagt om bijvoorbeeld uit te leggen waarom joden minderwaardig zouden zijn en waarom Israël volgens de kinderen kapot moet. Mede door de extremistische indoctrinatie die van het programma uitgaat kreeg het programma van het Westen het op kritiek te staan. De producer Hazim Al-Sha'araw gaf overigens aan dat het programma niet om het uitdragen van antisemitische, anti-Israëlische en anti-westerse denkbeelden draagt, maar het "mogelijk maken voor Palestijnse kinderen om hun getuigenissen te openbaren". Vanuit Fatah komt ook kritiek op het programma.
De Engelse krant The Guardian publiceerde een artikel over de onjuistheid van de vertaling. Het vertaalbureau Memri vertaalde bijvoorbeeld het Arabische Bidna nqawim met Wij willen vechten, hoewel normaal gezien dit vertaald wordt met Wij gaan (of willen) ons verdedigen. Ook CNN maakte melding van verschillende, verkeerde vertalingen.

## Personages
- Farfour (wat vlinder betekent): een personage met een sterke gelijkenis op Mickey Mouse. Farfour heeft een hoge stem. Farfour moedigt bijvoorbeeld kinderen aan om Amerikanen of Israëli's te vermoorden. Dit zou volgens hem met granaten kunnen, of met een AK-47, waarvan hij in het programma het gebruik demonstreert.
- Saraa: een jong meisje met een hoofddoek en als presentatrice korte beschouwingen geeft en antwoorden geeft aan Farfour. Zij besluit bijvoorbeeld ook het filmpje dat Farfour doodgemarteld is.

## Afleveringen met Farfour

### 16 april 2007
Farfour praat met Saraa over het idee dat de wereld geheel onderworpen moet worden aan de islam. Hij leert de kinderen het belang van de salat. Daarnaast praat Farfour over de oorlog in Irak die met de wil van God zal worden gewonnen.

### 23 april 2007
Farfour zingt een liedje over de stad Rafah in de Gazastrook dat volgens hem een antwoord met AK-47's verdient. In deze aflevering kan er worden gebeld naar Farfour. Farfour spreekt over George W. Bush, Ariel Sharon, Shaul Mofaz, Ehud Olmert en Condoleezza Rice. De islamitische kant zal winnen. Nadat er wordt gerefereerd aan Sharon vermeldt Farfour: "Ahhhh, Sharon is dood".

### 30 april 2007
Farfour wordt verteld dat het van het grootste belang is om de gehele Koran uit het hoofd te leren. Dit "om de wereld te overheersen".

### 11 mei 2007
Farfour bereidt zich voor op zijn examens. Hij spiekt tijdens een toets, waarop een Al-Aqsa-reporter hem vraagt waarom hij dat doet. Hij antwoordt: "Omdat de joden mijn huis hebben vernietigd en ik mijn boeken en schriften onder het puin heb laten liggen". Farfour leert dan dat spieken verboden is en zakt voor de toets. Hij vertelt de kijkers: "Lees meer en meer om je voor te bereiden op de examens omdat de joden willen dat wij niet leren".

### 29 juni 2007
Farfour wordt in de laatste aflevering vermoord door een acteur die een Israëliër voorstelt die land van Farfour wil kopen. Hierop besluit Saraa: "Farfour werd gemarteld toen hij zijn land verdedigde" en "Israëli's zijn de moordenaars van kinderen".